# Campeonato Europeo de Judo de 2024
El LXXII Campeonato Europeo de Judo se celebró en Zagreb (Croacia) entre el 25 y el 27 de abril de 2024 bajo la organización de la Unión Europea de Judo (EJU) y la Federación Croata de Judo.
Las competiciones se realizaron en la Arena Zagreb de la capital croata.

## Medallistas

### Masculino
| Evento          | Oro                          | Plata                       | Bronce                                                   |
| --------------- | ---------------------------- | --------------------------- | -------------------------------------------------------- |
| –60 kg (25.04)  | Francisco Garrigós · España  | Balabay Ağayev Azerbaiyán   | Cédric Revol Francia Salih Yıldız Turquía                |
| –66 kg (25.04)  | Vazha Margvelashvili Georgia | Muhammed Demirel Turquía    | Bence Pongrácz · Hungría · Elios Manzi · Italia          |
| –73 kg (26.04)  | Hidayət Heydərov Azerbaiyán  | Danil Lavrentiev · AIN      | Joan-Benjamin Gaba Francia Lasha Shavdatuashvili Georgia |
| –81 kg (26.04)  | Tato Grigalashvili Georgia   | Frank de Wit · Países Bajos | Vedat Albayrak · Turquía · Shamil Borchashvili · Austria |
| –90 kg (27.04)  | Elcan Hacıyev Azerbaiyán     | Krisztián Tóth · Hungría    | Lasha Bekauri · Georgia · Alex Cret · Rumania            |
| –100 kg (27.04) | Matvei Kanikovski · AIN      | Ilia Sulamanidze Georgia    | Michael Korrel · Países Bajos · Gennaro Pirelli · Italia |
| +100 kg (27.04) | Inal Tasoyev · AIN           | Guram Tushishvili Georgia   | Tamerlan Bashayev · AIN · Márius Fízeľ · Eslovaquia      |

### Femenino
| Evento         | Oro                              | Plata                              | Bronce                                              |
| -------------- | -------------------------------- | ---------------------------------- | --------------------------------------------------- |
| –48 kg (25.04) | Kristina Dudina · AIN            | Blandine Pont Francia              | Tamar Malca Israel Catarina Costa Portugal          |
| –52 kg (25.04) | Distria Krasniqi Kosovo          | Odette Giuffrida · Italia          | Réka Pupp · Hungría · Ariane Toro · España          |
| –57 kg (25.04) | Daria Bilodid · Ucrania          | Kaja Kajzer Eslovenia              | Timna Nelson-Levy Israel Eteri Liparteliani Georgia |
| –63 kg (26.04) | Renata Zachová · República Checa | Joanne van Lieshout · Países Bajos | Savita Russo · Italia · Andreja Leški · Eslovenia   |
| –70 kg (26.04) | Barbara Matić · Croacia          | Elisávet Teltsidu · Grecia         | Lara Cvjetko · Croacia · Ai Tsunoda · España        |
| –78 kg (27.04) | Audrey Tcheuméo Francia          | Anna-Maria Wagner · Alemania       | Alina Böhm · Alemania · Inbar Lanir · Israel        |
| +78 kg (27.04) | Raz Hershko Israel               | Julia Tolofua Francia              | Léa Fontaine Francia Kayra Özdemir Turquía          |

## Medallero
| Núm. | País            | Oro | Plata | Bronce | Total |
| ---- | --------------- | --- | ----- | ------ | ----- |
| 1    | AIN             | 3   | 1     | 1      | 5     |
| 2    | Georgia         | 2   | 2     | 3      | 7     |
| 3    | Azerbaiyán      | 2   | 1     | 0      | 3     |
| 4    | Francia         | 1   | 2     | 3      | 6     |
| 5    | Israel          | 1   | 0     | 3      | 4     |
| 6    | España          | 1   | 0     | 2      | 3     |
| 7    | Croacia         | 1   | 0     | 1      | 2     |
| 8    | Kosovo          | 1   | 0     | 0      | 1     |
| 8    | República Checa | 1   | 0     | 0      | 1     |
| 8    | Ucrania         | 1   | 0     | 0      | 1     |
| 11   | Países Bajos    | 0   | 2     | 1      | 3     |
| 12   | Italia          | 0   | 1     | 3      | 4     |
| 12   | Turquía         | 0   | 1     | 3      | 4     |
| 14   | Hungría         | 0   | 1     | 2      | 3     |
| 15   | Alemania        | 0   | 1     | 1      | 2     |
| 15   | Eslovenia       | 0   | 1     | 1      | 2     |
| 17   | Grecia          | 0   | 1     | 0      | 1     |
| 18   | Austria         | 0   | 0     | 1      | 1     |
| 18   | Eslovaquia      | 0   | 0     | 1      | 1     |
| 18   | Portugal        | 0   | 0     | 1      | 1     |
| 18   | Rumania         | 0   | 0     | 1      | 1     |
|      | TOTAL           | 14  | 14    | 28     | 56    |

1. 1 2 3 4 5 6  Los deportistas de Rusia participaron bajo la denominación «Atletas Individuales Neutrales» y las siglas AIN.